# Новоолександрівка (Генічеський район)

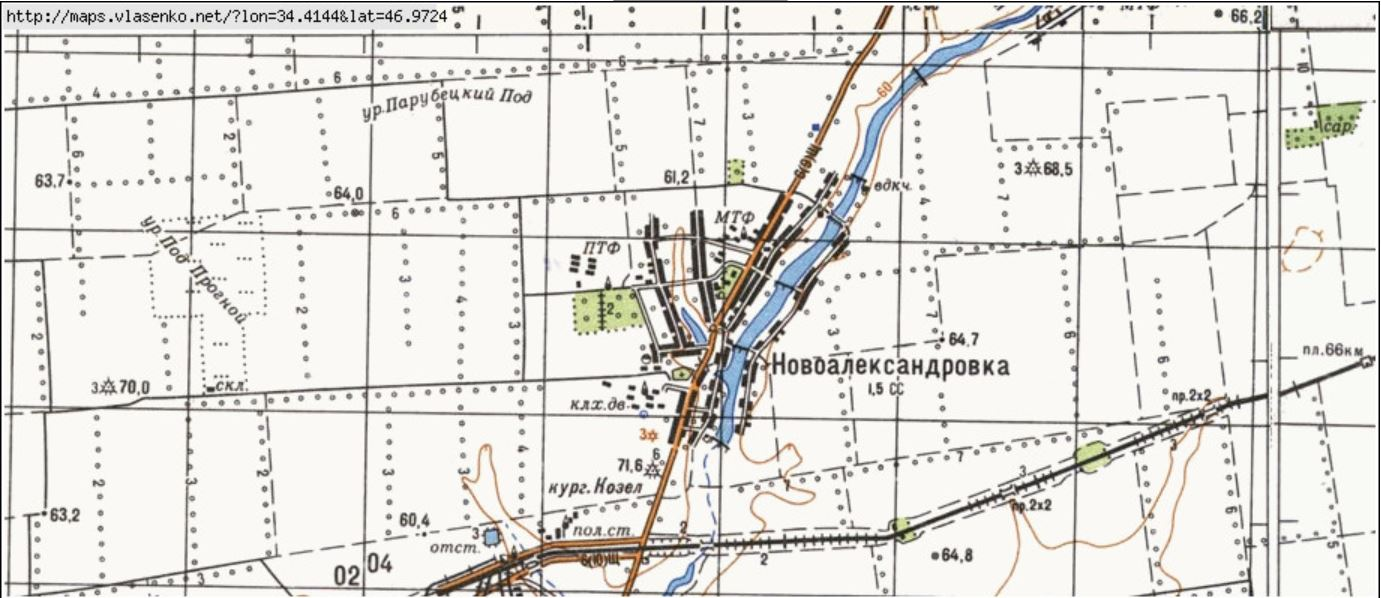
с. Новоолександрівка Нижньосірогозького р-ну Херсонської обл.

Новоолекса́ндрівка — село в Україні, у Нижньосірогозькій селищній громаді Генічеського району Херсонської області. Населення, за переписом 2001 року, становило 1370 осіб. Село знаходиться за 15 км від адміністративного центру громади Нижні Сірогози та за 6 км від залізничної станції Сірогози. Розташоване понад Балкою Великі Сірогози. 
Село тимчасово окуповане російськими військами 24 лютого 2022 року.
Вулиці: Миру, Садова, Центральна. Заснування — 1822 рік.
До 2020 орган місцевого самоврядування Новоолександрівська сільська́ ра́да.

## Історія
- З античних часів територією степу, на якому розташувалося село, проходили шляхи міграції кочових племен, про що залишені пам'ятки у вигляді могил та поховань. На півдні села знаходиться відомий скіфський курган «Козел». Курган 14 метрів у висоту та приблизно 320 метрів у колі. Окрім того, на околицях села та за 0,2 — 6,2 кілометрів навкруги було 17 курганів висотою 0,5 — 8,4 метри. Козел — назва кургану (надмогильного пагорба) одного з членів родини царя Скіфії 2-ї половини 4 ст. до н. е. Пагорб розташований за 1 км на південь від с. Новоолександрівки. Досліджений 1865 році І. Є. Забєліним. Насип (заввишки 14 м) розкопано частково. Відкрита катакомба глибиною 9,6 м, по її кутах розміщено 4 камери. Поховання пограбоване, збереглося лише кілька золотих ґудзиків та одна пластинка з профільним зображенням голови Афіни Паллади в шоломі з маскою лева. На захід від катакомби знаходилися три ями, перекриті деревом. У них були покладені 11 коней в бронзових і срібних вуздечкових оздобах. У трьох з них були золоті окуття сідел, у двох — бронзові нагрудні прикраси. Біля коней поховано двох конюхів, їхні могили були перекриті дошками, розписаними червоною та блакитною фарбами.[1]
- Засноване село переселенцями з Чернігівської губернії, які 1822 року заселяли таврійські степи. З Чернігівської губернії в таврійські степи прибуло 40 сімей, які очолював Матвій Каміньков. Землевпорядник Олександров виділив переселенцям земельні наділи.
- В 1864 р. громада села збудувала церковно-приходську школу. Нині в цьому приміщені розміщені шкільні майстерні. Школа мала два приміщення, які мали назву Батурівська та Хохлацька школи. Будівництво типового приміщення школи було розпочате в 1967 році та закінчилося через рік. У 1982 році було побудовано корпус школи для 1-4 класів.[2]
- Станом на 1886 рік в селі, що належало до Нижньо-Сірогозької волості мешкало 1963 особи, налічувалось 328 дворів, існували православна церква, школа, 3 лавки, щосереди відбувався базар.[3] На мапах «Шуберта — Тучкова» 1868 року село позначено як «Ново-Александровка», з 215 дворами.[4]
- Радянська окупація розпочалася в січні 1918 року.
- На фронтах Другої світової війни воювали проти німецьких військ 375 жителів села, з них 197 загинули в боях, 178 — нагороджені державними нагородами. Братська могила військовослужбовців Радянської Армії розташована в центрі села, встановлено імена 33 похованих воїнів.[5]
- Станом на 1945 р. в селі діяли колгоспи: ім. Сталіна, «Трудовик» (голова — Лапін), «Шлях хлібороба», «Правда». Пізніш вони були перетворені в єдиний колгосп «Дружба». За колгоспом «Дружба», центральна садиба якого міститься у Новоолександрівці, було закріплено 8586 га сільгоспугідь, з яких 7709 га орної землі, у тому числі 345 га зрошуваної. 677 га займали пасовища, 50 га — баштанні культури. Колгоспне господарство було зернового та м'ясо-молочного напрямку, спеціалізувалося на вирощуванні свійських птахів, а саме виробництві качиного м'яса[6]. В кінці 1990-х років, у зв'язку з розпаюванням земель та майна, колгосп «Дружба» припинив своє існування. На його землях утворилися аграрні та фермерські господарства.
- 12 червня 2020 року, відповідно до розпорядження Кабінету Міністрів України № 726-р «Про визначення адміністративних центрів та затвердження територій територіальних громад Херсонської області», увійшло до складу Нижньосірогозької селищної громади[7].
- 19 липня 2020 року, в результаті адміністративно-територіальної реформи та ліквідації  Нижньосірогозького району увійшло до складу Генічеського району[8].

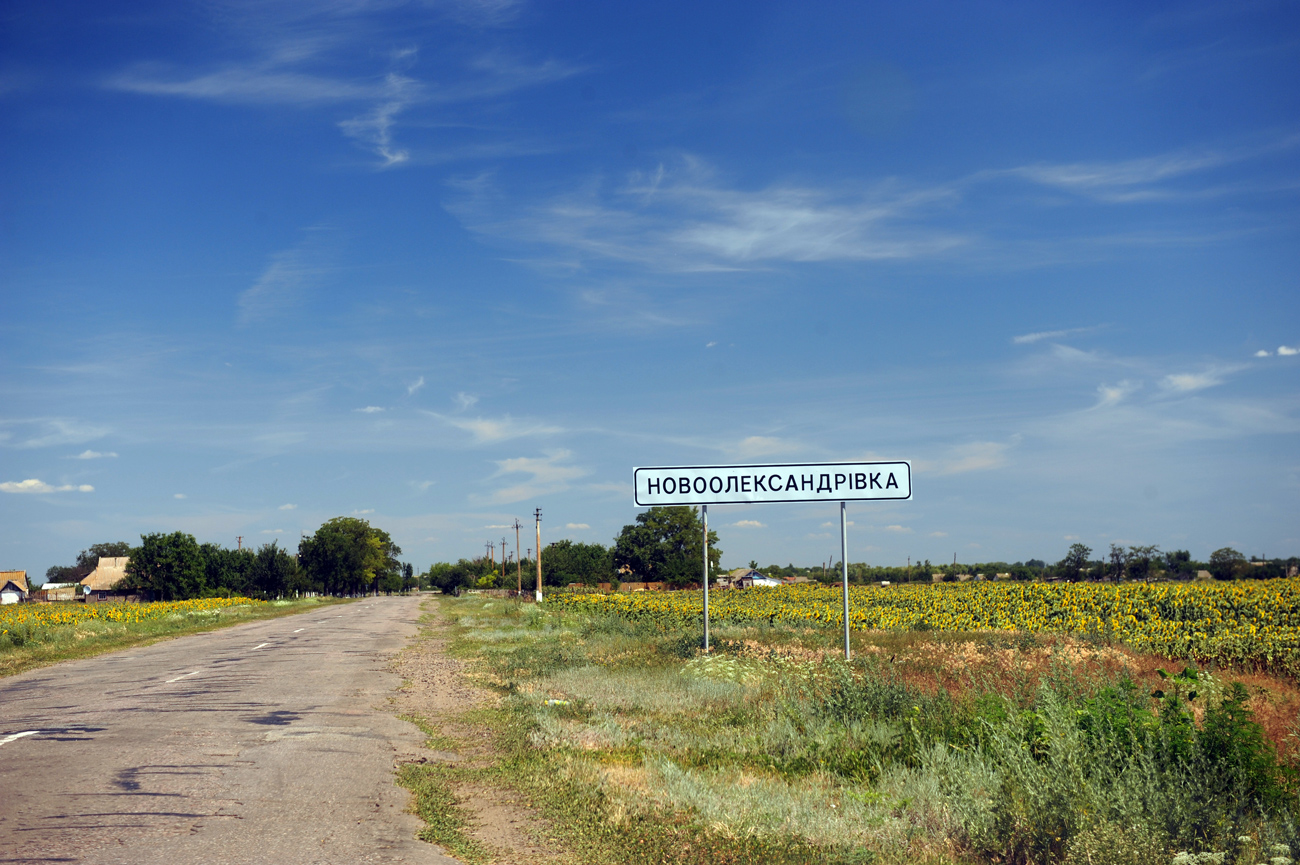
Новоолександрівка, на в'їзді до села.

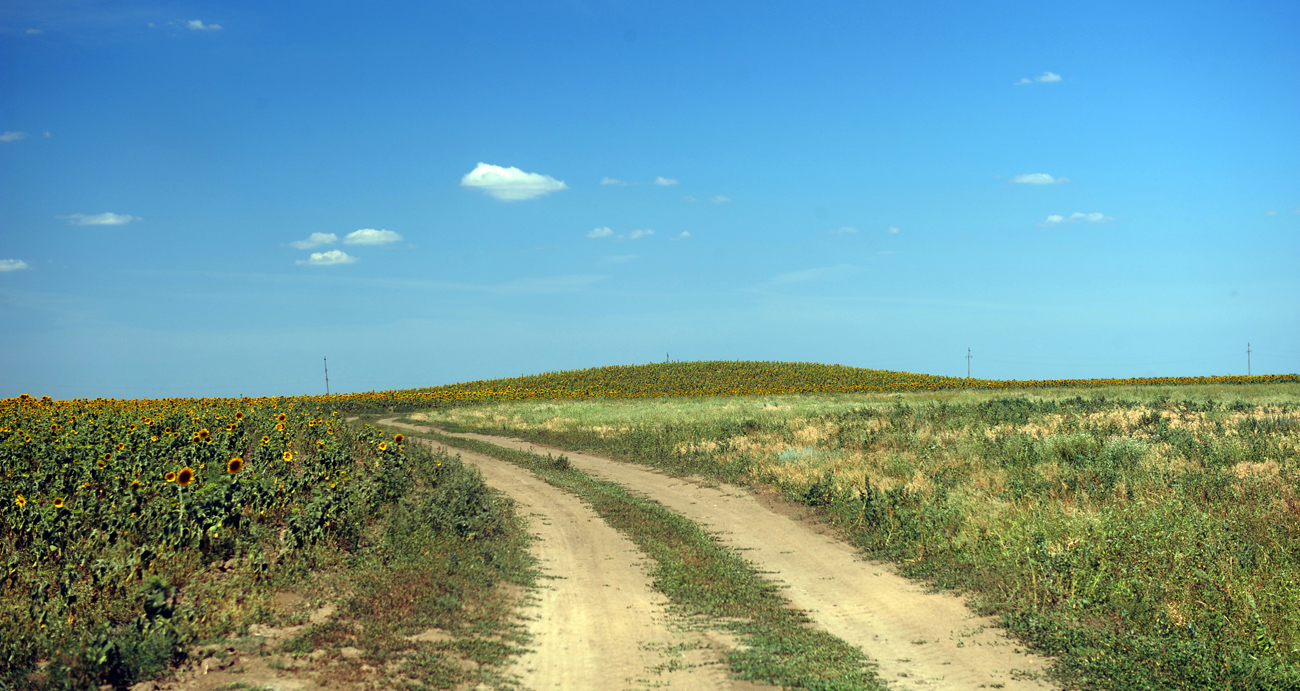
Безіменний курган біля Новоолександрівки.

## Населення
Згідно з переписом УРСР 1989 року чисельність наявного населення села становила 1554 особи, з яких 730 чоловіків та 824 жінки.
За переписом населення України 2001 року в селі мешкало 1359 осіб.

### Мова
Розподіл населення за рідною мовою за даними перепису 2001 року:
| Мова       | Відсоток |
| ---------- | -------- |
| українська | 91,17 %  |
| російська  | 7,52 %   |
| молдовська | 0,88 %   |
| румунська  | 0,22 %   |
| білоруська | 0,15 %   |
| вірменська | 0,07 %   |

## Економіка та соціальне життя
- На разі в селі працюють: ТОВ «Дружба-5». Фермерські господарства: «Південне», «Сатурн», Буйна, Романівське, Віка, «Вега», «Глорія», «Дар», Олена, Ольга, «Сад», «Старт», «Явір», «Форум», «Селена», «Таймир», інші ФГ Лівенцево, Скіфія,. КСГП «Дружба», «Хлібороб», «Карина».
- Сільське комунальне підприємство «Надія» обслуговує артезіанську свердловину та водогін довжиною 12 км, який забезпечує водою жителів села. Є загальноосвітня школа[12][13] та дошкільний заклад «Малятко».
- При сільському будиноку культури діє бібліотека-філія, ансамбль «Степовичка».
- В селі існує релігійна громада парафії на честь святителя Василія Великого Новокаховської Єпархії Української Православної церкви.

## Люди

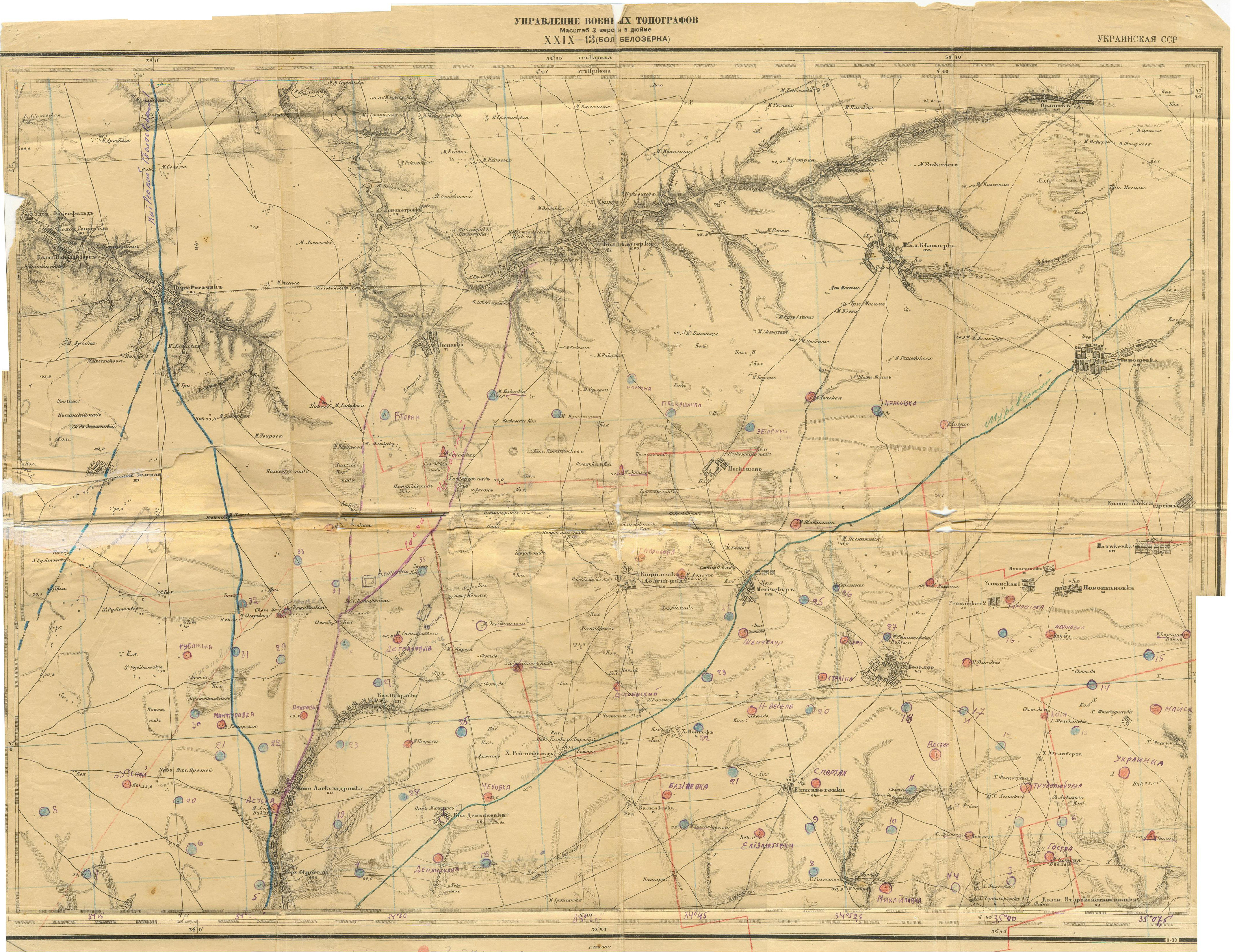
с. Новоолександрівка, с. Покровка 1886 рік.

- Матері-героїні: Бондаренко В. К., Мудра Г. М.
- В селі Новоолександрівка є шанована всіма жителями, добре відома педагогічній громадськості району та області вчительська родина Камінькових, яка багато зробила для розвитку освіти в цьому регіоні. Яскравим представником цієї вчительської династії є Каміньков Петро Севастянович (1930—2022), який її й започаткував.
- За трудові досягнення 66 колгоспників були нагороджені орденами та медалями, у тому числі орденом Ленина — механізатор Т. М. Маслов, орденом Трудового Червоного Прапора — 11 чоловік.

## Місцева влада
Поштова адреса: 74720, Херсонська область, с. Новоолександрівка, вул. Садова, 42